# Karl Leng
Philipp Heinrich Karl Leng (* 17. Juli 1823 in Haiger; † 23. Oktober 1908 ebenda) war ein deutscher Bürgermeister und Mitglied des Nassauischen Kommunallandtags des preußischen Regierungsbezirks Wiesbaden.

## Leben
Philipp Heinrich Karl Leng war ein Sohn des Landwirts und Handelsmannes Jost Heinrich Leng (1797–1830) und dessen Ehefrau Johanette Hecker (1800–1872).
Er war als Landwirt und Holzhändler tätig, als er 1864 in den Bezirksrat des Amtes Dillenburg gewählt wurde. 1866 wurde er zum Bürgermeister von Haiger ernannt, wo er bis 1890 im Amt blieb.
Von 1867 bis 1904 hatte er ein Mandat im Kreistag des Dillkreises mit Sitz in Dillenburg. Dort war er Mitglied des Kreisausschusses. 
Leng gehörte der Nationalliberalen Partei an und engagierte sich im Wahlausschuss.
1868 erhielt er ein Mandat für den Nassauischen Kommunallandtag, das er 1871 durch Losentscheid verlor. Sein Nachfolger wurde Balthasar Münch.